# POLR1D
POLR1D (англ. RNA polymerase I subunit D) – білок, який кодується однойменним геном, розташованим у людей на короткому плечі 13-ї хромосоми. Довжина поліпептидного ланцюга білка становить 133 амінокислот, а молекулярна маса — 15 237.
| 10         |  | 20         |  | 30         |  | 40         |  | 50         |
| ---------- |  | ---------- |  | ---------- |  | ---------- |  | ---------- |
| MEEDQELERK |  | ISGLKTSMAE |  | GERKTALEMV |  | QAAGTDRHCV |  | TFVLHEEDHT |
| LGNSLRYMIM |  | KNPEVEFCGY |  | TTTHPSESKI |  | NLRIQTRGTL |  | PAVEPFQRGL |
| NELMNVCQHV |  | LDKFEASIKD |  | YKDQKASRNE |  | STF        |  |            |

A: Аланін

C: Цистеїн

D: Аспарагінова кислота

E: Глутамінова кислота

F: Фенілаланін

G: Гліцин

H: Гістидин

I: Ізолейцин

K: Лізин

L: Лейцин

M: Метіонін

N: Аспарагін

P: Пролін

Q: Глутамін

R: Аргінін

S: Серин

T: Треонін

V: Валін

Кодований геном білок за функцією належить до фосфопротеїнів. 
Задіяний у таких біологічних процесах, як транскрипція, ацетилювання, альтернативний сплайсинг. 
Локалізований у ядрі.